# Constante Alona
 (aout 2015).
Constante Alona (Aile constante) est le titre distinctif d’une loge maçonnique espagnole affiliée au Grand Orient de France. Installée à Alicante, capitale de la province du même nom, elle travaille selon le Rite écossais ancien et accepté.

## Histoire

### De 1870-1909
La plus ancienne loge maçonnique de la province d’Alicante a été installée à Elche en 1870. La même année, une loge appelée Alona est créée à Alicante ; elle figure sous le no 44 au tableau du Gran Oriente de Espagña (GOdE), une obédience appelée à fusionner avec le Gran Oriente Nacional de España (GONE)  en septembre 1889 pour donner naissance au Gran Oriente Español (GOE), aujourd’hui disparu. Une deuxième loge apparaît à la même époque, travaillant sous le titre distinctif  Puritanos  (Les Puritains, GONE, no 66).
Tombés en décadence, les deux ateliers fusionnent en 1874 sous le nom et numéro d’ordre du premier cité, mais au commencement de l’année 1878, un vent de succès souffle sous la voûte étoilée : Alona compte alors 185 membres et crée des filiales à Aspe (Aspis, GOdE no 120), Crevillente (Espiritú, GODE no 123 / 26), Dolores (Razón, GOdE no 125), Elche (Ilicitana, GOdE no 124), Monóvar (Amistad, GOdE no 135), Petrel (Consuelo, GOdE no 128), Tibi (Unión, GOdE no 137 / 32) et Villena (Amor, GOdE no 126 / 28.
Le mois de février 1878 voit la création d’une loge sécessionniste, elle aussi appelée Puritanos (GONE, no 68), laquelle essaime à Alcoy, Santa Pola et Villajoyosa, avant de disparaître quatre ans plus tard, tandisqu’en octobre-novembre de la même année, une crise interne de plus forte intensité, fait voler en éclats la loge Alona
Les frères restés fidèles au GOdE, refondent leur loge sous le nom de Constanta Alona qui conserve son numéro d’ordre ancien (44). Les autres, qui accusent le Grand Orient d’Espagne d’irrégularité, travaillent durant trois ans de manière indépendant avant de réintégrer le GOdE sous l’ancien titre d’Alona mais  avec un nouveau numéro (276). 
Dans la première moitié des années 1880, deux autres ateliers fonctionnent à Alicante (Crisol GOdE no 190, de 1880 à 1884, et Numancia, GOdE no 49, fondé en 1883 et exclusivement militaire), tandis que Constanta Alona (nouveau n° d’ordre en 1881 : GOdE no 8), publie un organe périodique, L’Humanité (1883-1890), se fait reconnaître comme société de bienfaisance par les autorités civiles (juin 1883) et lève des colonnes à Agost, Alcoy, Benejama,  Castalla, Denia, Monóvar, Novelda, Orihuela, San Juan de Alicante, San Vicente del Raspeig et Santa Pola.  
En 1886, le nombre de frères fréquentant l’atelier est 143, 15 sœurs formant une loge d’adoption, contre 55 pour Alona et 35 pour Numancia. Mais cette année voit aussi la disparition de GOdE et d’interminables discussions sur le chemin à suivre. En février 1888, une trentaine de frères fondent une loge dissidente, Esperanza, laquelle, contrairement aux autres ateliers d’Alicante, ne rejoint pas le GOE institué en 1889. Constante Alona reçoit alors le n° d’ordre 3. 
La maçonnerie alicantine connaît sa traversée du désert entre 1889 et 1893. Pour survivre, les loges Alona, Esperanza et Constante Alona se regroupent sous le nom de cette dernière, travaillant hors obédience jusqu’en 1901. En 1903, trente anciens membres d’Alona relèvent les colonnes de leur temple, avant qu’il ne disparaisse définitivement, trois ans plus tard.

### Depuis 1979
Depuis 2002, elle est fédérée avec la loge n ° 138 du Grand Orient de France.

## Projets sociaux
La loge Constante Alona propose ses idéaux de liberté et d'égalité pour la société, soit par l'intermédiaire de ses membres individuellement, comme sur tous les projets à l'échelle mondiale. 
Le projet École solidarité a pris place depuis plusieurs années à Alicante à partir de la loge Constante Alona. Ce projet comprend l'achat de matériel scolaire pour les enfants avec des problèmes financiers, la disponibilité de tuteurs pour les personnes défavorisées et de l'entretien, entre autres activités. 
Sa dernière contribution a été le don d'ordinateurs à l'école secondaire publique IES Virgen del Remedio de la ville d'Alicante.